# Saadeddine Othmani
Saadeddine Othmani (Inezgane, 16 de enero de 1956) es un político y psiquiatra marroquí. Entre 2017 y 2021 fungió como presidente del Gobierno de Marruecos.

## Biografía
Nació en 1956 en la ciudad de Inezgane cerca de Agadir en la región de Sus-Masa-Draa a la cual representa en el parlamento marroquí. Obtuvo su Doctorado en Medicina de la universidad Hassan II de Casablanca en 
1986, y se doctoró en psiquiatría en 1994. También realizó un máster en estudios islámicos en 1983, 1987 y 1999. Ha escrito libros sobre psicología y ley islámica, y ha sido editor jefe de muchas revistas y publicaciones. En 2004, después de la retirada de la política de Abdelkrim Alkhatib, Saadeddine Othmani se convirtió en el presidente del partido político marroquí Justicia y Desarrollo. En 2008 le cede el puesto de líder de partido a Abdelilah Benkirane.
Saadeddine Othmani fue presidente del Gobierno de Marruecos desde el 17 de marzo de 2017 hasta el 10 de septiembre de 2021, cuando su partido fue derrotado en las elecciones legislativas.
En diciembre de 2020, provocó una polémica sobre Ceuta y Melilla en una entrevista en un canal de televisión. En ella, el entrevistador afirma que Ceuta y Melilla son marroquíes, y el primer ministro lo afirma y deja en entredicho que sean el siguiente objetivo después del Sáhara Occidental, y que hay que abrir el debate con España.